# Olivier Picard
Olivier Picard (* 4. März 1940 in Bernay, Eure; † 1. September 2023 auf Thasos, Griechenland) war ein französischer Althistoriker, Numismatiker und Klassischer Archäologe.

## Biografie
Picard, Sohn des Archäologen Gilbert Charles-Picard und Enkel des Archäologen Charles Picard, studierte seit 1960 an der École normale supérieure in Paris, die er 1964 mit der Agrégation abschloss. Von 1966 bis 1971 war er Mitglied der École française d’Athènes. Seit 1971 war er an der Universität Paris X-Nanterre tätig, zunächst als Assistent, seit 1979 als Professor. Von 1981 bis 1992 war er wie sein Großvater Direktor der École française d’Athènes. Ab 1993 war er Professor an der Sorbonne. Er war an den Ausgrabungen von Thasos und Lato (Kreta) beteiligt.
Ab 2009 war er Mitglied der Académie des inscriptions et belles-lettres.
Olivier Picard starb am 1. September 2023 im Alter von 83 Jahren auf der griechischen Insel Thasos.

## Veröffentlichungen (Auswahl)
- mit Jean-Pierre Sodini: Collection Hélène Stathatos. Band 4: Bijoux et petits objets. s. n., Athen 1971.
- Chalcis et la confédération eubéenne. Étude de numismatique et d’histoire (IVe–Ier siècle) (= Bibliothèque des Écoles Françaises d’Athènes et de Rome. 234, ISSN 0257-4101). École Français d’Athènes u. a., Athen 1979.
- Les Grecs devant la menace perse (= Regards sur l’histoire. 37, Histoire ancienne.). SEDES, Paris 1980, ISBN 2-7181-1819-9.
- mit Gaston E. Reynaud: Catalogue de la donation Henry Vernin. Monnaies grecques. Archives de la Ville de Marseille – Cabinet des Médailles, Marseille 1981.
- Guerre et économie dans l’alliance athénienne (490–322 av. J.-C.) (= Regards sur l’histoire. 142, Histoire ancienne.). SEDES, Paris 2000, ISBN 2-7181-9291-7.
- mit François de Callataÿ, Frédérique Duyrat, Gilles Gorre, Dominique Prévôt: Royaumes et cités hellénistiques. De 323 à 55 av. J.-C. = Royaumes et cités hellénistiques. Des années 323–55 av. J.-C. SEDES, Paris 2003, ISBN 2-7181-9450-2.
- als Herausgeber mit Frédérique Duyrat: L’exception égyptienne? Production et échanges monétaires en Egypte hellénistique et romaine (= Études Alexandrines. 10 = Publications de l’Institut Français d’Archéologie Orientale. 937). Institut Français d’Archéologie Orientale, Kairo 2005, ISBN 2-7247-0410-X.
- mit Jean-Noël Barrandon: Monnaies de Bronze de Marseille. Analyse, classement, politique monétaire (= Cahiers Ernest-Babelon. 10). CNRS, Paris 2007, ISBN 978-2-271-06495-0.
- als Herausgeber mit Thomas Faucher, Marie-Christine Marcellesi: Nomisma. La circulation monétaire dans le monde grec antique (= Bulletin de Correspondance Hellénique. Supplément. 53). École Français d’Athènes, Athen 2011, ISBN 978-2-86958-224-8.
- als Herausgeber: Les monnaies des fouilles du Centre d’Études alexandrines. Les monnayages de bronze à Alexandrie de la conquête d’Alexandre à l’Égypte moderne (= Études Alexandrines. 25). Centre d’Études Alexandrines, Alexandria 2012, ISBN 978-2-11-128616-0.
- Thasos et sa monnaie (= Bulletin de Correspondance Hellénique. Supplementband 67). École Français d’Athènes, Athen 2023, ISBN 978-2-86958-607-9.